# Thryptomene micrantha
Thryptomene micrantha är en myrtenväxtart som beskrevs av Joseph Dalton Hooker. Thryptomene micrantha ingår i släktet Thryptomene och familjen myrtenväxter. Inga underarter finns listade i Catalogue of Life.